# Hubert Lacoudre
Hubert Lacoudre (né le 26 juillet 1937 à Montmorency et mort le 31 octobre 2016 à Anglet) est un photographe et réalisateur français.

## Biographie

### Photographe industriel
Au début des années 1960, il réalise des photographies industrielles pour des cabinets d’architecte.

### Photographe de mode
Il est publié dans le Nouvel Observateur dans l'article de mode Une seconde peau rédigé par Jacqueline Dana.
Il réalise également des prises de vues photographiques de modèles pour la boutique Gudule à Paris et Onzeur Trant.

### Photographe de plateau et autres
Il photographe sur le plateau de tournage du film "Les amours particulières". Il crée entre 1970 et 1973 la pochette du 45 tours de Gérard Layani "marie toi, Marie", * Il crée en 1972 la pochette de l'album Danse de Georges Moustaki" en 1972 et une affiche pour le guitariste Joël Favreau.

### Photographe de nu
À partir de la fin des années 1960, il photographie des modèles nus. Il fera une exposition de ses photos au mois de juillet et août 1984 à Anglet.

### Cinéma
Il réalise en 1972 le moyen métrage Sexana dans lequel joue Joëlle Cœur.
Lacoudre joue en outre un rôle de figuration dans le film Malaise, Les Amours particulières.